# Jacques Perrin-Fayolle
Pour les articles homonymes, voir JPF, Jacques Perrin (homonymie), Perrin et Fayolle.
Jacques Perrin-Fayolle est un architecte français né à Lyon le 28 août 1920 et mort le 18 mars 1990 à Saint-Genis-Laval.
Lauréat du grand prix de Rome en 1950, il effectue de nombreuses réalisations en région Rhône-Alpes, dont quelques-uns des bâtiments emblématiques de la ville de Lyon des années 1970.

## Biographie
Élève à l'École d'architecture de Lyon de 1941 à 1948 : Atelier d'architecture Tony Garnier - Pierre Bourdeix et Paris Atelier d'architecture Pontremoli - Leconte, il remporte le Premier prix Chaudesaigues, le Premier prix Redon, le Premier grand prix de Rome d'architecture et est lauréat de l'institut de France sur le thème : Une université méditerranéenne en 1950.
Il est pensionnaire de l'Académie de France à la Villa Médicis à Rome de février 1951 à juin 1954. À ce titre, il participe notamment aux travaux de l'École française d'Athènes : ses envois concernent le site de Thasos (Étude sur le port grec de Thasos, 1951, étude sur les hauts plateaux de Cappadoce en Turquie en 1952), étude architecturale et urbanistique : Places et Villes en Italie en 1954.
Il est nommé en 1955 membre du comité d'étude chargé de l'examen des questions techniques intéressant la construction de la cité Universitaire de Lyon, et architecte en chef des bâtiments civils et palais nationaux en 1956.
Il est nommé, en 1957 membre de la commission Municipale d'Urbanisme de la ville de Lyon, architecte du projet d'aménagement de la Part-Dieu avec Jean Zumbrunnen et Jean Sillan, sous la direction de Charles Delfante, urbaniste en chef.
En 1961 il devient membre du Conseil général des Bâtiments de France. En 1962 il est nommé expert auprès du Comité supérieur d'urbanisme de la principauté de Monaco (1962-1976) et représentant de la France dans le groupe d'études « l'architecture industrielle » au congrès de l'Union internationale des architectes à Rio de Janeiro.
De 1955 à 1975, il est architecte conseil et membre des jurys pour la réalisation d'ouvrages de génie civil des Ponts et Chaussées de la Seine, du Rhône et du Vaucluse.
Membre du comité de rédaction de la revue Architecture et jury du prix de l'Équerre d'argent (1964-1975), en 1965, il devient membre du conseil d'administration de l’École nationale des beaux-arts de Lyon (1965-1971).
De 1965 à 1968, professeur chef de l'atelier de l’école régionale d'architecture de Lyon et membre des jurys nationaux des écoles d'architectures de France, il est l'année suivante chargé du plan d'urbanisme du front de mer de Monte-Carlo, nommé membre de la Commission municipale de Lyon, chargée de l'examen des questions concernant les études d'architecture (1965-1971).
Le 16 décembre 1969 il est élu membre de la section sciences de l'Académie des sciences, belles-lettres et arts de Lyon.  
En 1969, agréé toutes catégories et à titre définitif pour les opérations d'équipement sanitaire et social du Ministère de la santé publique, il est nommé chevalier de l'ordre national du Mérite. Vice-président du conseil régional de l'ordre des architectes (Rhône-Alpes) (1969-1977), il devient en 1971, architecte conseil auprès du Ministère de la santé publique (renouvelé en 1976), membre de la commission nationale d'examen des avant-projets de centres hospitaliers au Ministère de la santé publique, lauréat du Concours national des unités de soins normalisées de la santé publique.
Membre du jury national de sélection pour le recrutement des architectes chargés de mission du Ministère de la santé publique ; membre du comité régional Rhône-Alpes pour le concours d'exposition du Patrimoine architectural (Ministère de l'environnement) (1974), il est nommé officier de l'ordre des Palmes académiques (chevalier 1957).
Urbaniste conseil de la ville de Crémieu en Isère (1975), il est, en 1976, lauréat du concours national des composants hospitaliers types du Ministère de la santé publique et, en 1977, lauréat du concours national de l'Hôpital type « Duquesne » du Ministère de la santé publique.

## Principales réalisations
- 1954 : aménagement de l'Aéroport de Lyon-Bron

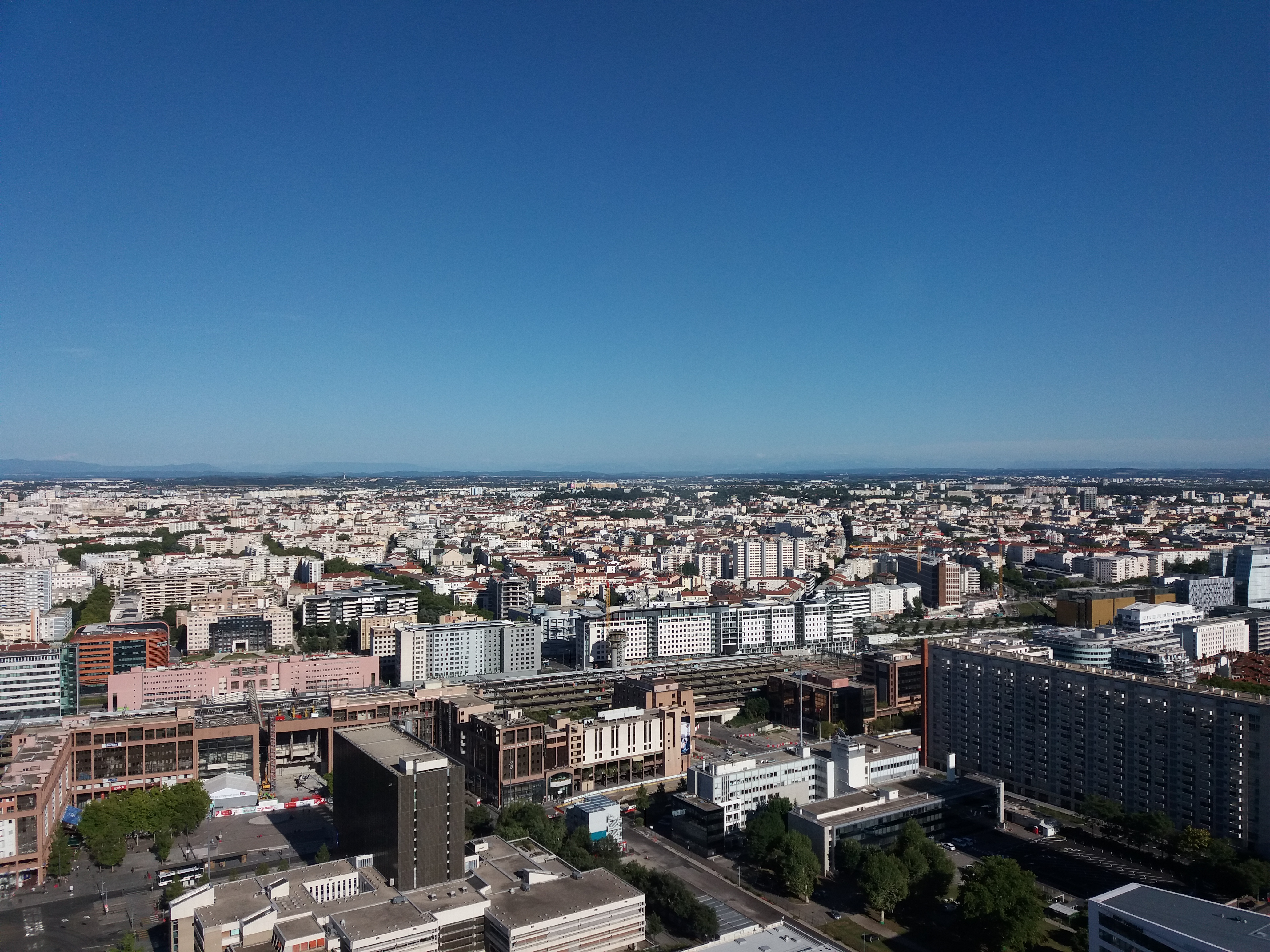
Le quartier de La Part-Dieu à Lyon : la bibliothèque municipale, œuvre de Jacques Perrin-Fayolle, est le bâtiment sombre en bas et à gauche du cliché

- 1955-1979 : ouvrages de génie civil ; ponts et autoroutes pour les Ponts et Chaussées de la Seine (Paris), du Rhône (Lyon) et du Vaucluse (Avignon)
- 1957-1969 : Campus de la Doua à Villeurbanne comprenant l'INSA de Lyon notamment en collaboration avec Jean Prouvé, comprenant le Centre universitaire scientifique et technologique, la faculté des Sciences, l'Institut national des sciences appliquées, la Bibliothèque scientifique, l’institut de recherche, l'École Supérieure de Chimie Industrielle, les installations sportives couvertes, les restaurants et résidences universitaires
- 1957-1965 : cité universitaire de Lyon-Saint-Irénée
- 1959 : immeuble administratif de la Caisse régionale de Sécurité sociale à Lyon
- 1960 : laboratoire Mérieux et Institut de la fièvre aphteuse - Lyon et Marcy-l'Étoile
- 1960 : usine et laboratoire de matériel d'impression à Barcelone
- 1960 : étude d'un quartier résidentiel pour la ville nouvelle d'Hippone-la-Royale[Où ?] en Algérie
- 1960 : étude du plan-directeur du quartier du Tonkin à Villeurbanne, étude du plan-masse du quartier Mercière-Saint-Antoine à Lyon
- 1964 : Cité scolaire Antoine-de-Saint-Exupéry (Lyon)
- 1965 : École centrale de Lyon à Écully[5]
- 1965 : cité scolaire Jean-Perrin à Lyon, dont le lycée Jean-Perrin
- 1965 : piscine municipale de Lagnieu (Ain)
- 1965 : organe technique régional des ponts et chaussées à Lyon-Bron
- 1965-1967 : principauté de Monaco, plan d'urbanisation général et plan de masse du front de mer de Monte-Carlo
- 1966-1972 : bibliothèque municipale de la Part-Dieu à Lyon avec Charles Delfante[6]
- 1967 : restaurant d'entreprise de l'usine Solvay de Tavaux (400 places) (Jura)
- 1969 : hôpital cardiologique de Lyon (500 lits)
- 1969 : hôtel international Sofitel de Lyon (200 chambres)
- 1970 : hôpital cardiovasculaire et pneumologique de Lyon-Bron
- 1970 : usine Motostandard-Gutbrod à Mâcon (Saône-et-Loire)
- 1971 : aires de service, péages, bâtiments d'exploitation et siège administratif pour la société AREA
- 1972 : centre de formation et d'études supérieures industrielles (CESI) à Écully
- 1972-1979 : unités de soins normalisés de la santé publique (« type Duquesne », 9 627 lits au total) à Romilly-sur-Seine, Besançon, Montbéliard, Le Havre, Grenoble, Roanne, Épernay, Pontarlier, Dieppe, Tourcoing, Valence, Ussel, Chantelle-le-Château, Saint-Julien-en-Genevois, Coutances, L'Aigle, Le Dorat, Château-Renault, Avalon, Amiens, Clermont-Ferrand, Annecy, Lille, Cieppe, Cluny, Louhans, Péronne, Thonon, Pfasstatt, Fourmies, Verneuil-sur-Avre, Vienne, La Charité-sur-Loire, Belfort, Saint-Quentin, Grasse, Marseille, Rives-sur-Fure et hôpitaux complets : Sens, Limeil-Brevannes, Saint-Étienne, Sète, Haguenau, Lyon, Villefranche-sur-Saône
- 1974 : centre de médecine nucléaire de Lyon-Bron
- 1975 : nouveaux bâtiments de l'École nationale des travaux publics de l'État à Vaulx-en-Velin
- 1975 : collège d'enseignement secondaire de Crémieu (Isère)
- 1975 : immeuble de bureaux "Garibaldi" à Lyon
- 1975-1982 : hôpital Nord de Saint-Étienne à Saint-Priest-en-Jarez[7]
- 1976 : École nationale supérieure de bibliothécaires (ENSB, devenue ENSSIB en 1992) à Villeurbanne (Rhône)
- 1976 : hôpital Émile-Roux à Limeil-Brévannes (AP Paris) (480 lits)
- 1976 : crèches municipales à Lyon (3 000 m2)
- 1976-1979 : hôpital d'Haguenau (Bas-Rhin) (493 lits)
- 1976-1979 : centre hospitalier universitaire de Saint-Étienne (Loire) (710 lits)
- 1976-1979 : hôpital de Sens (Yonne) (354 lits)
- 1976-1979 : hôpital général de Villefranche-sur-Saône (410 lits)
- 1976-1979 : hôpital de Sète (Hérault) (296 lits)
- 1982-1990 : nombreuses réalisations à Yaoundé pour le gouvernement camerounais

Jacques Perrin-Fayolle a également été le maître d’œuvre d'environ 2 000 logements de grand standing sur la région Rhône-Alpes entre 1954 et 1978.